# ASK Ebreichsdorf

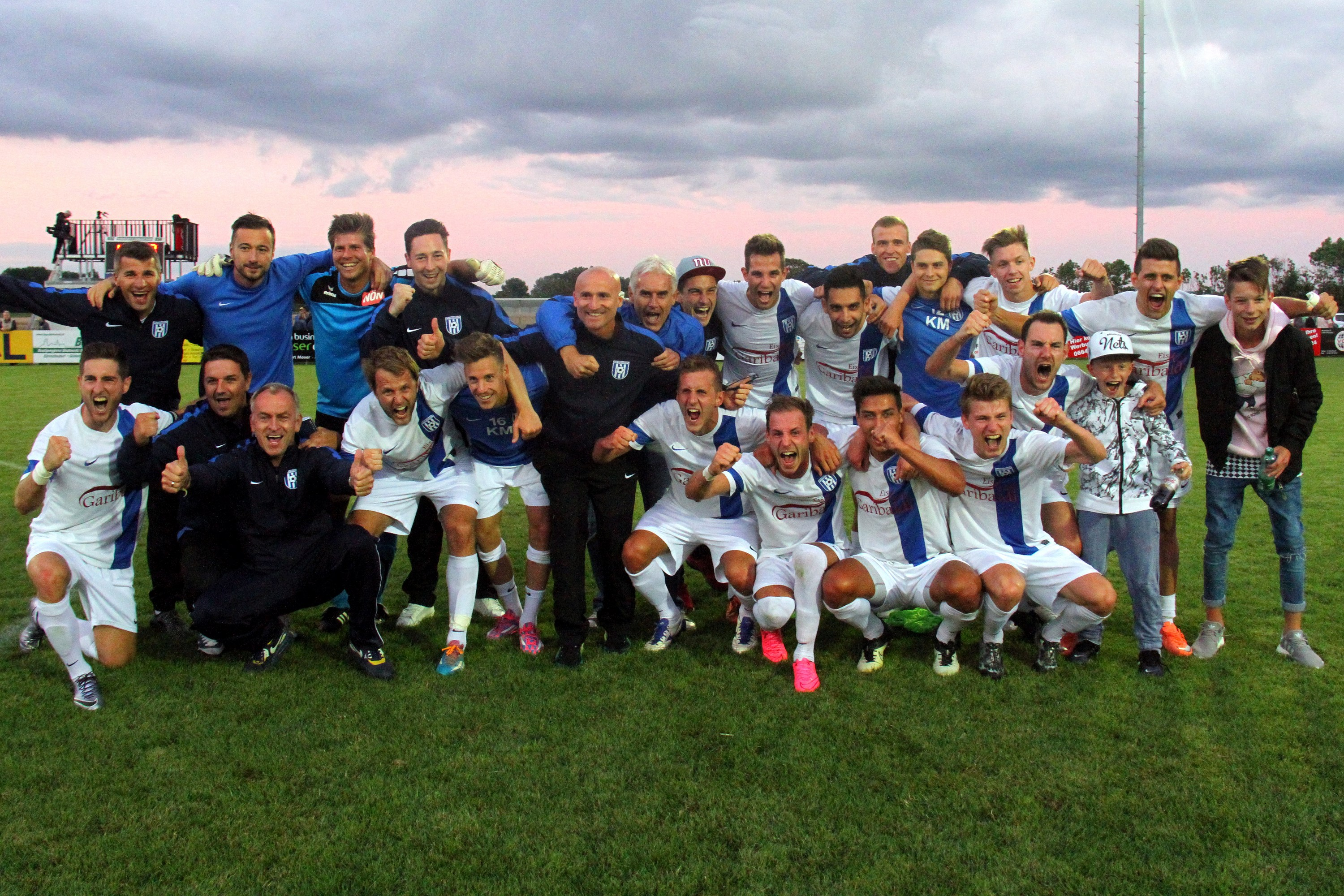
Die erfolgreiche Ebreichsdorfer Mannschaft nach dem 1:0-Sieg im ÖFB-Cup 2016/17 gegen den Wolfsberger AC.

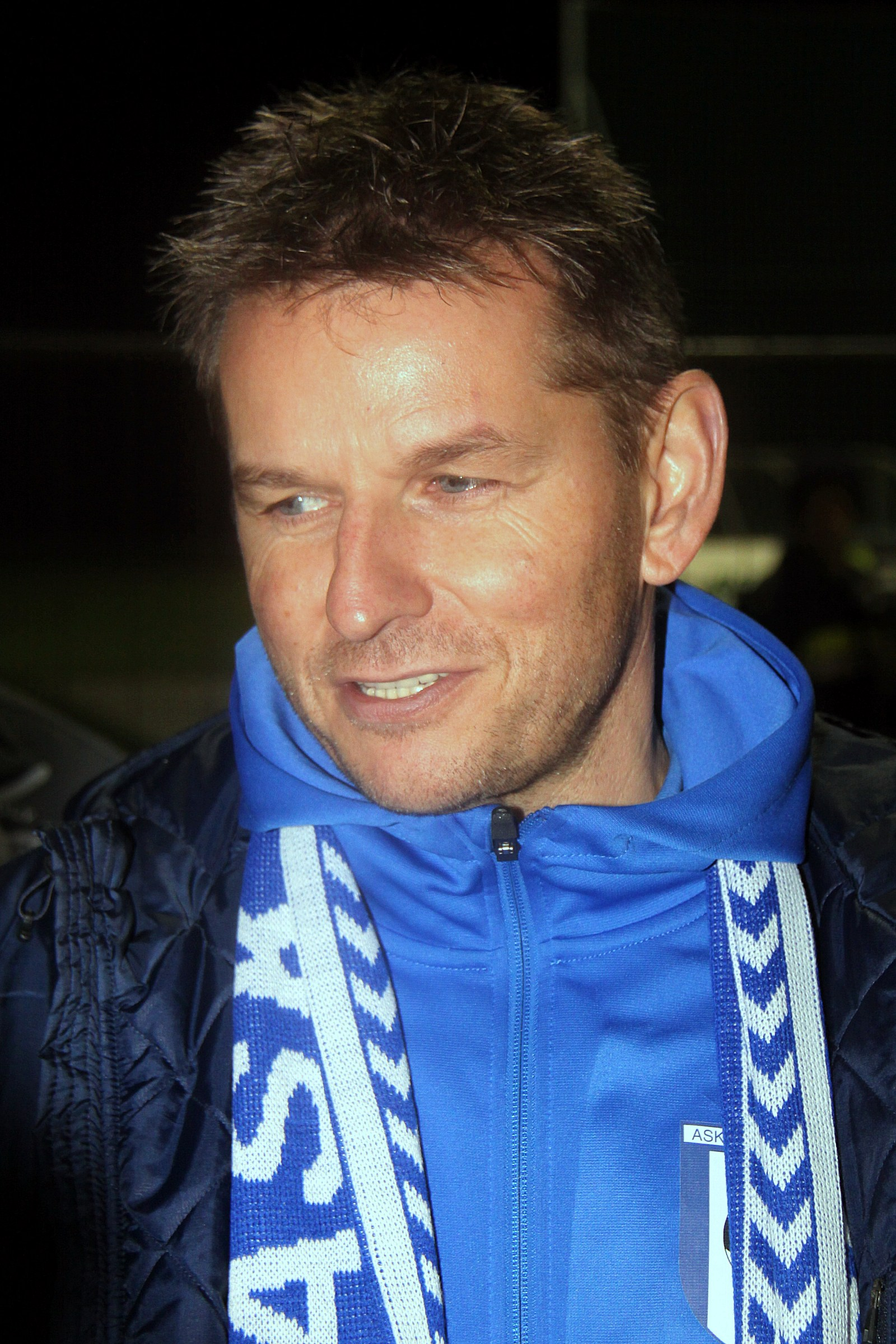
Steiler Aufstieg unter Obmann Erich Hietz

Der ASK Ebreichsdorf (Langname: „Arbeiter Sportklub Ebreichsdorf“) ist ein Fußballverein in der niederösterreichischen Stadt Ebreichsdorf im Bezirk Baden. Der Verein gehört dem Niederösterreichischen Fußballverband (NÖFV) an und spielt ab der Saison 2020/21 in der sechsthöchsten Leistungsstufe, der Gebietsliga.

## Geschichte
Die Gründung des ASK Ebreichsdorf datiert vom Jahr 1922. Als Klubfarben wurden Blau und Weiß gewählt. Gründungsmitglieder waren unter anderen Adolf Grillenberger, Franz Kowacs, Theodor Kedrst und Anton Zoklits. Die erste Meisterschaftsteilnahme ist für das Spieljahr 1923/24 in der 3. Klasse Ost verzeichnet. Nachdem in den Kriegswirren viele Unterlagen abhandengekommen waren und auch der NÖFV aus dieser Zeit über sehr lückenhafte Aufzeichnungen verfügt, lässt sich über die Geschichte bis zum Zweiten Weltkrieg nicht viel darstellen.
Den ersten Meistertitel konnte der ASK Ebreichsdorf in der Saison 1951/52 in der 2. Klasse Ost-Mitte (damals 6. und letzte Leistungsstufe) erringen, womit der Verein in die 1. Klasse Süd-Mitte aufstieg.
Anfang der 1970er-Jahre fand sich kein Vereinsvorstand, wodurch der ASK vor der Auflösung stand. Durch das Engagement der SPÖ unter der Führung von Hermann Uko, der auch Funktionär des ASK war, konnte der Verein gerettet werden.
Nachdem der Verein lange nicht über die siebente Leistungsstufe hinausgekommen war und zeitweise sogar in der letzten Spielklasse sein Dasein gefristet hatte, gelang in der Saison 1984/85 der Aufstieg in die niederösterreichische Unterliga Süd/Südost (sechste Leistungsstufe). Dort konnte sich der ASK Ebreichsdorf in der oberen Tabellenhälfte etablieren und in der Saison 1992/93 den Meistertitel gewinnen und in die Oberliga Ost aufsteigen. Das Dasein in der fünften Leistungsstufe war jedoch nur von kurzer Dauer, denn nur ein Jahr danach musste der Klub wieder absteigen.
Im Mai 2009 übernahmen Erich Hietz als Obmann und Wolfgang Martinschitz (als dessen Stellvertreter) die Vereinsführung, und unter deren Ära sollte der ASK Ebreichsdorf zu einem noch nie dagewesenen Höhenflug ansetzen. Dies auch, weil Wolfgang Martinschitz mit seiner Firma „Ineltro Halmer Electronics GmbH“ seitdem als Hauptsponsor fungiert. In der Saison 2010/11 gewann der Verein den Meistertitel in der mittlerweile umbenannten Gebietsliga Süd/Südost und stieg in die fünfte Leistungsstufe, die mittlerweile 2. Landesliga hieß, auf. Dort konnten sich die Ebreichsdorfer nicht nur etablieren, sondern strebten nach Höherem. Am 17. September 2012 verpflichtete Hietz Goran Djuricin als Trainer und legte damit die Basis für weitere Erfolge. Dieser stellte sich in der Saison 2013/14 mit dem Gewinn des Meistertitels und dem damit verbundenen Aufstieg in die Niederösterreichische Landesliga ein. In 26 Spielen mussten sich die Ebreichsdorfer nur zweimal geschlagen geben, was zu einem Rekordvorsprung von 17 Punkten vor dem SC Brunn am Gebirge führte. Mit einem 7:0 gegen Langenlebarn wurde der höchste Sieg gefeiert. Bester Torschütze war Thomas Slawik mit 16 Treffern, der allerdings nach der Saison den Verein verließ.

### Aufstieg in die Regionalliga Ost
Bereits nach Ende des Herbstdurchganges lag Ebreichsdorf punktegleich hinter dem SC Krems an der Tabellenspitze. Im Frühjahr ging das Kopf-an-Kopf-Duell weiter, bei dem sich die Ebreichsdorfer mit nur einem Zähler Vorsprung vor dem SC Krems durchsetzten und den viel umjubelten Landesmeistertitel sichern konnten. Damit stieg der ASK Ebreichsdorf in die Regionalliga Ost, die dritthöchste Leistungsstufe auf. Vor allem die Heimstärke war mit 14 Siegen und 1 Unentschieden für den Gewinn des Meistertitels ausschlaggebend. Der höchste Sieg wurde gegen den Absteiger ATSV Ober-Grafendorf mit 8:1 Toren gefeiert. Erfolgreichster Torschütze der Ebreichsdorfer war der vor der Saison vom SC Brunn am Gebirge verpflichtete Christoph Monschein mit 27 Treffern.
Gleich im ersten Spieljahr nach dem Aufstieg in die Regionalliga Ost konnte sich der Verein unter den stärksten Teams etablieren. Letztlich wurde die Saison 2015/16 mit dem fünften Tabellenrang beendet. Auch im ÖFB-Cup 2015/16 sorgte der ASK Ebreichsdorf für Schlagzeilen. Nachdem in der ersten Runde der Wiener Cupsieger SC Red Star Penzing mit 4:0 ausgeschaltet worden war, konnte in der zweiten Runde der Erste-Liga-Klub SC Wiener Neustadt empfangen werden. Abermals ging der ASK Ebreichsdorf als verdienter 3:1-Sieger vom Platz. Damit trafen die Ebreichsdorfer im Achtelfinale auf den SK Sturm Graz. Vor der Rekordkulisse von 2.500 Zuschauern – es mussten dafür extra Zusatztribünen aufgestellt werden – konnte der Bundesliga-Klub erst in der letzten Spielminute den 3:2-Sieg fixieren.

### Siege im ÖFB-Cup gegen Bundesligaklubs
Was im Vorjahr noch nicht gelang, schaffte der ASK Ebreichsdorf im ÖFB-Cup 2016/17. In der ersten Runde wurde am 15. Juli 2016 der Bundesligaverein Wolfsberger AC empfangen. Dabei wuchs die Mannschaft über sich hinaus und ging letztlich als nicht unverdienter 1:0-Sieger vom Platz. In der zweiten Runde wurde mit dem SCR Altach abermals ein Klub der Bundesliga empfangen. Die Ebreichsdorfer überrannten vom Anfang an vor 1200 Zuschauern die Profis und legten bereits in der ersten Halbzeit den durch Treffer von Sebastian Bauer (5. Minute), Christopher Pinter (19.) und Marjan Markić (28.) den Grundstein zum 3:0 Sensationssieg. Damit wurde der bislang größte Erfolg in der Vereinsgeschichte erreicht.

### Rückzug aus der Regionalliga
Trotz großer Erfolge in der Regionalliga zog sich der Verein nach dem durch die COVID-19-Pandemie bedingten Abbruch der Saison 2019/20 in die Gebietsliga zurück.

## Erfolge
- Spieljahr 1951/52: Meister in der 2. Klasse Ost-Mitte
- Spieljahr 1972/73: Meister in der 2. Klasse Ost-Mitte
- Spieljahr 1983/84: Meister in der 2. Klasse Ost-Mitte
- Spieljahr 1984/85: Meister in der 1. Klasse Ost
- Spieljahr 1992/93: Meister in der Unterliga Süd-Südost
- Spieljahr 2010/11: Meister in der Gebietsliga Süd-Südost
- Spieljahr 2013/14: Meister in der 2. Landesliga Ost
- Spieljahr 2014/15: Meister in der 1. Landesliga und NÖ-Landesmeister

Darüber hinaus wurde der ASK Ebreichsdorf in den Jahren 1963 (Bezirksgruppe Ost-Mitte), 1984 (2. Klasse Ost-Mitte), 1989 (Unterliga Süd-Südost), 1991 (Unterliga Süd-Südost), 2004 (Gebietsliga Süd-Südost) und 2007 (Gebietsliga Süd-Südost) Sieger im Fairnessbewerb.

## Platzierungen seit 1945

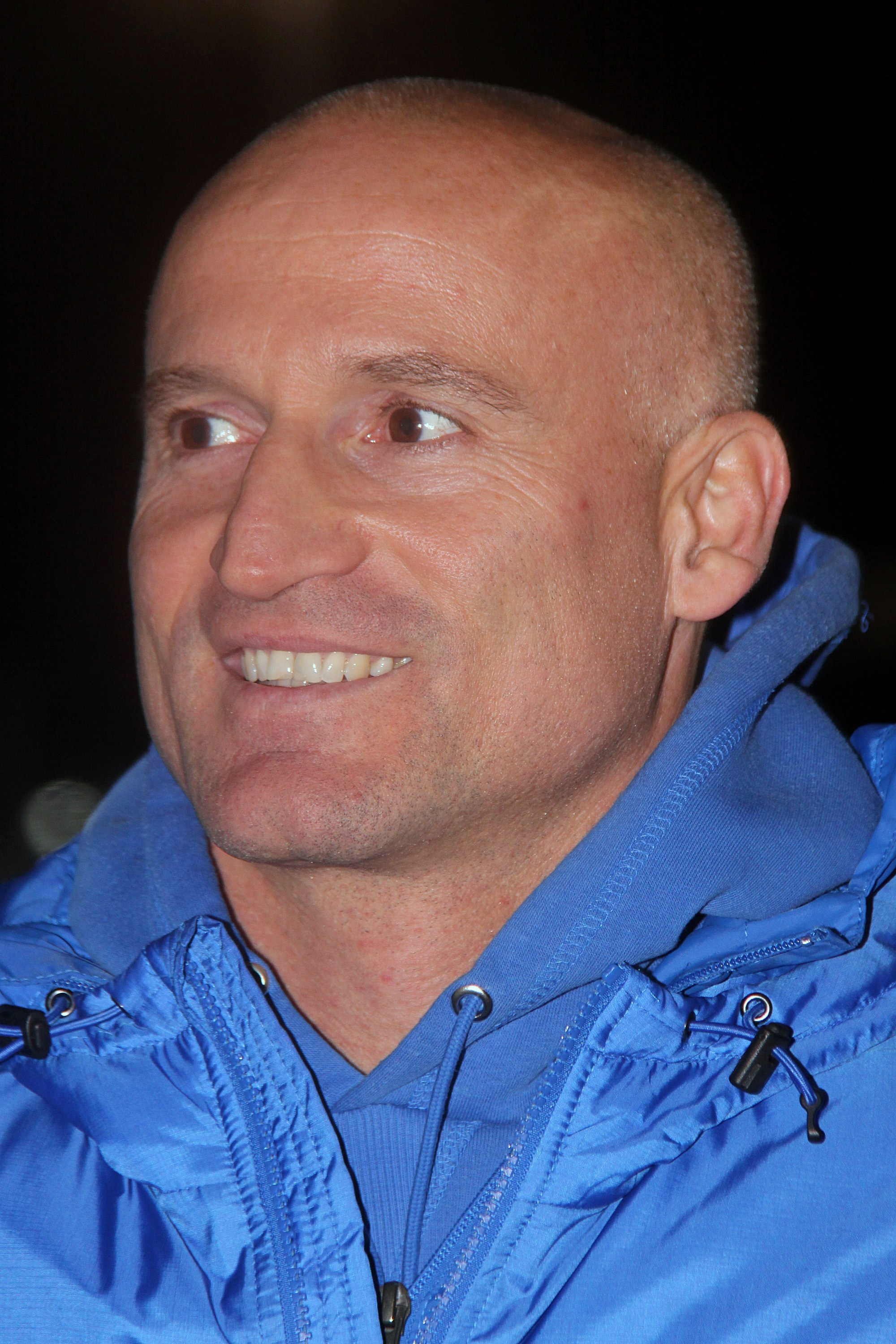
Unter Trainer Goran Djuricin gelang der Durchmarsch von der 2. Landesliga in die Regionalliga Ost

In Ermangelung vorhandener Quellen können in nachstehender Tabelle die Platzierungen erst ab 1945 angegeben werden. Die Spalte „Stufe“ gibt die Leistungsstufe im österreichischen Fußball bezogen auf die heute geltende Klasseneinteilung an. Meistertitel sind grün, Abstiege sind rot hinterlegt
| Spieljahr | Platz | Liga                 | Stufe |
| --------- | ----- | -------------------- | ----- |
| 1945/46   | –     | keine Teilnahme      | –     |
| 1946/47   | 14.   | 1. Klasse Süd A      | 7.    |
| 1947/48   | 12.   | 1. Klasse Süd-Mitte  | 7.    |
| 1948/49   | 3.    | 2. Klasse Süd B      | 8.    |
| 1949/50   | 2.    | 2. Klasse Süd B      | 8.    |
| 1950/51   | 5.    | 2. Klasse Süd B      | 8.    |
| 1951/52   | 1.    | 2. Klasse Süd B      | 8.    |
| 1952/53   | 7.    | 1. Klasse Süd-Mitte  | 7.    |
| 1953/54   | 5.    | 1. Klasse Süd-Mitte  | 7.    |
| 1954/55   | 11.   | 1. Klasse Süd-Mitte  | 7.    |
| 1955/56   | 3.    | 1. Klasse Süd-Mitte  | 7.    |
| 1956/57   | 3.    | 1. Klasse Süd-Mitte  | 7.    |
| 1957/58   | 5.    | 1. Klasse Süd-Mitte  | 7.    |
| 1958/59   | 10.   | 1. Klasse Süd-Mitte  | 7.    |
| 1959/60   | 5.    | 1. Klasse Süd-Mitte  | 7.    |
| 1960/61   | 7.    | 1. Klasse Süd-Mitte  | 7.    |
| 1961/62   | 5.    | 1. Klasse Süd-Mitte  | 7.    |
| 1962/63   | 2.    | Bezirksgr. Ost-Mitte | 7.    |
| 1963/64   | 9.    | Bezirksgr. Ost-Mitte | 7.    |
| 1964/65   | 7.    | 2. Klasse Ost-Mitte  | 8.    |
| 1965/66   | 8.    | 2. Klasse Ost-Mitte  | 8.    |
| 1966/67   | 8.    | 2. Klasse Ost-Mitte  | 8.    |
| 1967/68   | 9.    | 2. Klasse Ost-Mitte  | 8.    |
| 1968/69   | 7.    | 2. Klasse Ost-Mitte  | 8.    |
| 1969/70   | 8.    | 2. Klasse Ost-Mitte  | 8.    |
| 1970/71   | 10.   | 2. Klasse Ost-Mitte  | 8.    |
| 1971/72   | 3.    | 2. Klasse Ost-Mitte  | 8.    |

| Spieljahr | Platz | Liga                | Stufe |
| --------- | ----- | ------------------- | ----- |
| 1972/73   | 1.    | 2. Klasse Ost-Mitte | 8.    |
| 1973/74   | 11.   | 1. Klasse Ost       | 7.    |
| 1974/75   | 3.    | 1. Klasse Ost       | 7.    |
| 1975/76   | 7.    | 1. Klasse Ost       | 7.    |
| 1976/77   | 10.   | 1. Klasse Ost       | 7.    |
| 1977/78   | 6.    | 1. Klasse Ost       | 7.    |
| 1978/79   | 6.    | 1. Klasse Ost       | 7.    |
| 1979/80   | 3.    | 1. Klasse Ost       | 7.    |
| 1980/81   | 14.   | 1. Klasse Ost       | 7.    |
| 1981/82   | 5.    | 2. Klasse Ost-Mitte | 8.    |
| 1982/83   | 6.    | 2. Klasse Ost-Mitte | 8.    |
| 1983/84   | 1.    | 2. Klasse Ost-Mitte | 8.    |
| 1984/85   | 1.    | 1. Klasse Ost       | 7.    |
| 1985/86   | 13.   | Unterliga SSO       | 6.    |
| 1986/87   | 8.    | Unterliga SSO       | 6.    |
| 1987/88   | 10.   | Unterliga SSO       | 6.    |
| 1988/89   | 9.    | Unterliga SSO       | 6.    |
| 1989/90   | 8.    | Unterliga SSO       | 6.    |
| 1990/91   | 7.    | Unterliga SSO       | 6.    |
| 1991/92   | 4.    | Unterliga SSO       | 6.    |
| 1992/93   | 1.    | Unterliga SSO       | 6.    |
| 1993/94   | 13.   | Oberliga Ost        | 5.    |
| 1994/95   | 3.    | Unterliga SSO       | 6.    |
| 1995/96   | 3.    | Unterliga SSO       | 6.    |
| 1996/97   | 6.    | Unterliga SSO       | 6.    |
| 1997/98   | 4.    | Gebietsliga SSO     | 6.    |
| 1998/99   | 4.    | Gebietsliga SSO     | 6.    |

| Spieljahr | Platz                           | Liga              | Stufe |
| --------- | ------------------------------- | ----------------- | ----- |
| 1999/00   | 2.                              | Gebietsliga SSO   | 6.    |
| 2000/01   | 2.                              | Gebietsliga SSO   | 6.    |
| 2001/02   | 4.                              | Gebietsliga SSO   | 6.    |
| 2002/03   | 10.                             | Gebietsliga SSO   | 6.    |
| 2003/04   | 3.                              | Gebietsliga SSO   | 6.    |
| 2004/05   | 7.                              | Gebietsliga SSO   | 6.    |
| 2005/06   | 6.                              | Gebietsliga SSO   | 6.    |
| 2006/07   | 6.                              | Gebietsliga SSO   | 6.    |
| 2007/08   | 4.                              | Gebietsliga SSO   | 6.    |
| 2008/09   | 5.                              | Gebietsliga SSO   | 6.    |
| 2009/10   | 2.                              | Gebietsliga SSO   | 6.    |
| 2010/11   | 1.                              | Gebietsliga SSO   | 6.    |
| 2011/12   | 5.                              | 2. Landesliga Ost | 5.    |
| 2012/13   | 4.                              | 2. Landesliga Ost | 5.    |
| 2013/14   | 1.                              | 2. Landesliga Ost | 5.    |
| 2014/15   | 1.                              | 1. Landesliga     | 4.    |
| 2015/16   | 5.                              | Regionalliga Ost  | 3.    |
| 2016/17   | 6.                              | Regionalliga Ost  | 3.    |
| 2017/18   | 2.                              | Regionalliga Ost  | 3.    |
| 2018/19   | 1.                              | Regionalliga Ost  | 3.    |
| 2019/20   | 3. Rückzug nach Ende der Saison | Regionalliga Ost  | 3.    |
| 2020/21   | 1.                              | Gebietsliga SSO   | 6.    |
| 2021/22   | 2.                              | Gebietsliga SSO   | 6.    |
| 2022/23   | 1.                              | Gebietsliga SSO   | 6.    |
| 2023/24   | 5.                              | 2. Landesliga Ost | 5.    |
| 2024/25   | 1.                              | 2. Landesliga Ost | 5.    |

## Sportanlage
Die erste Sportstätte nach der Vereinsgründung war die sogenannte „Turnerwiese“ im Schlosspark, ehe unter Mithilfe der damaligen Filzhutfabrik die Sportanlage neben der Sportplatzstraße errichtet wurde. Die Spieler mussten sich dabei in nahen Gasthäusern umziehen und im Feuerbach, einem Nebengerinne der Piesting, waschen. Erst 1954 erfolgte der Neubau der Kabinen. Der Kabinentrakt wurde 1972/73 durch einen Zubau erweitert. In den Jahren 1978 wurde die Sportanlage mit einer Tribüne und 1983 mit einer Kantine erweitert. Da die alten Kabinen nicht mehr den gestiegenen Anforderungen entsprachen, wurde 1995 ein Neubau der Kabinen vorgenommen. Die alten Kabinen wurden daraufhin zugunsten einer Erweiterung der Trainingsfläche abgerissen. Die bestehende Flutlichtanlage wurde im April 2006 erweitert, sodass auch Meisterschaftsspiele ausgetragen werden konnten.

### Sportzentrum Ebreichsdorf

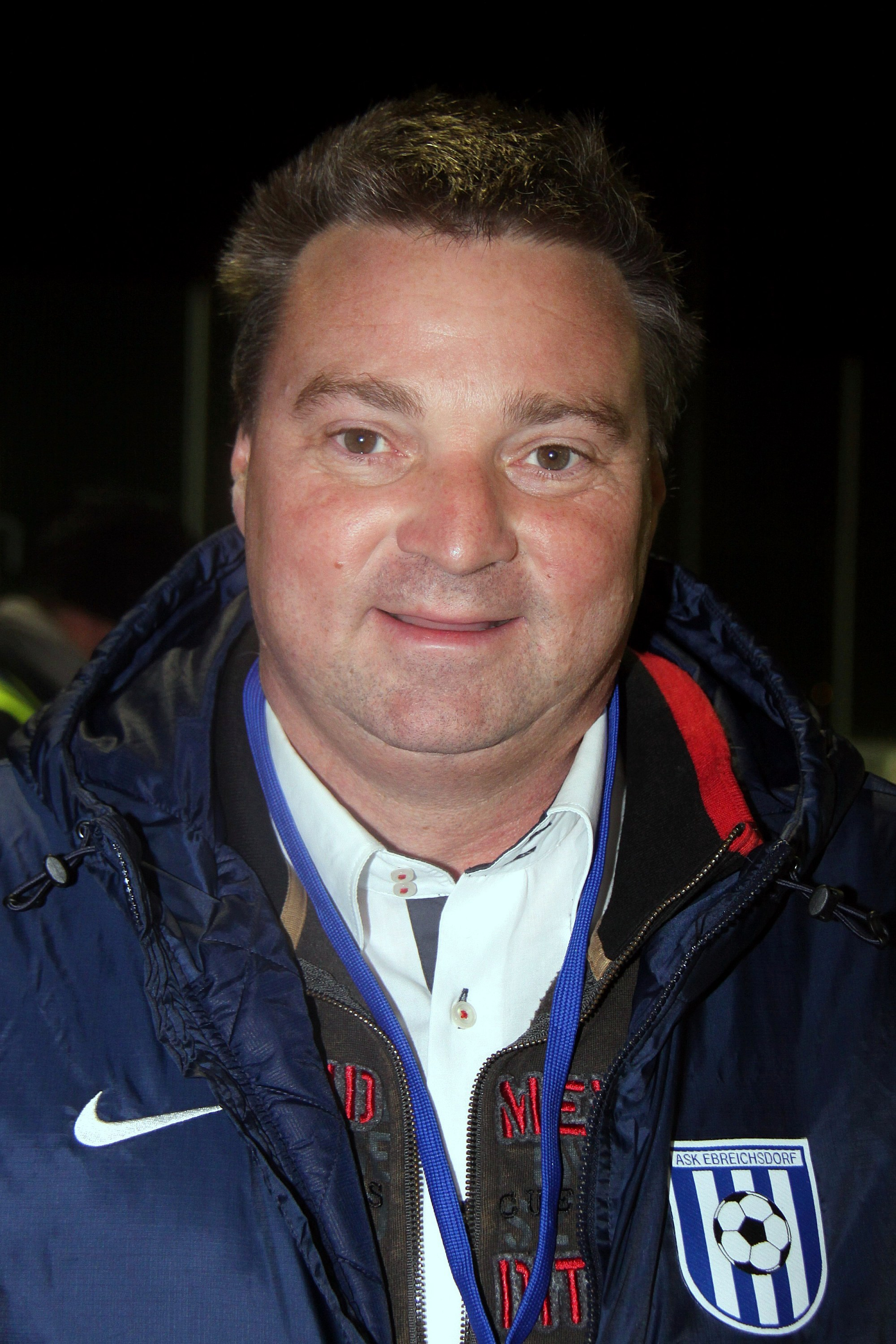
In der Ära von Bürgermeister Wolfgang Kocevar wurde das neue Sportzentrum errichtet.

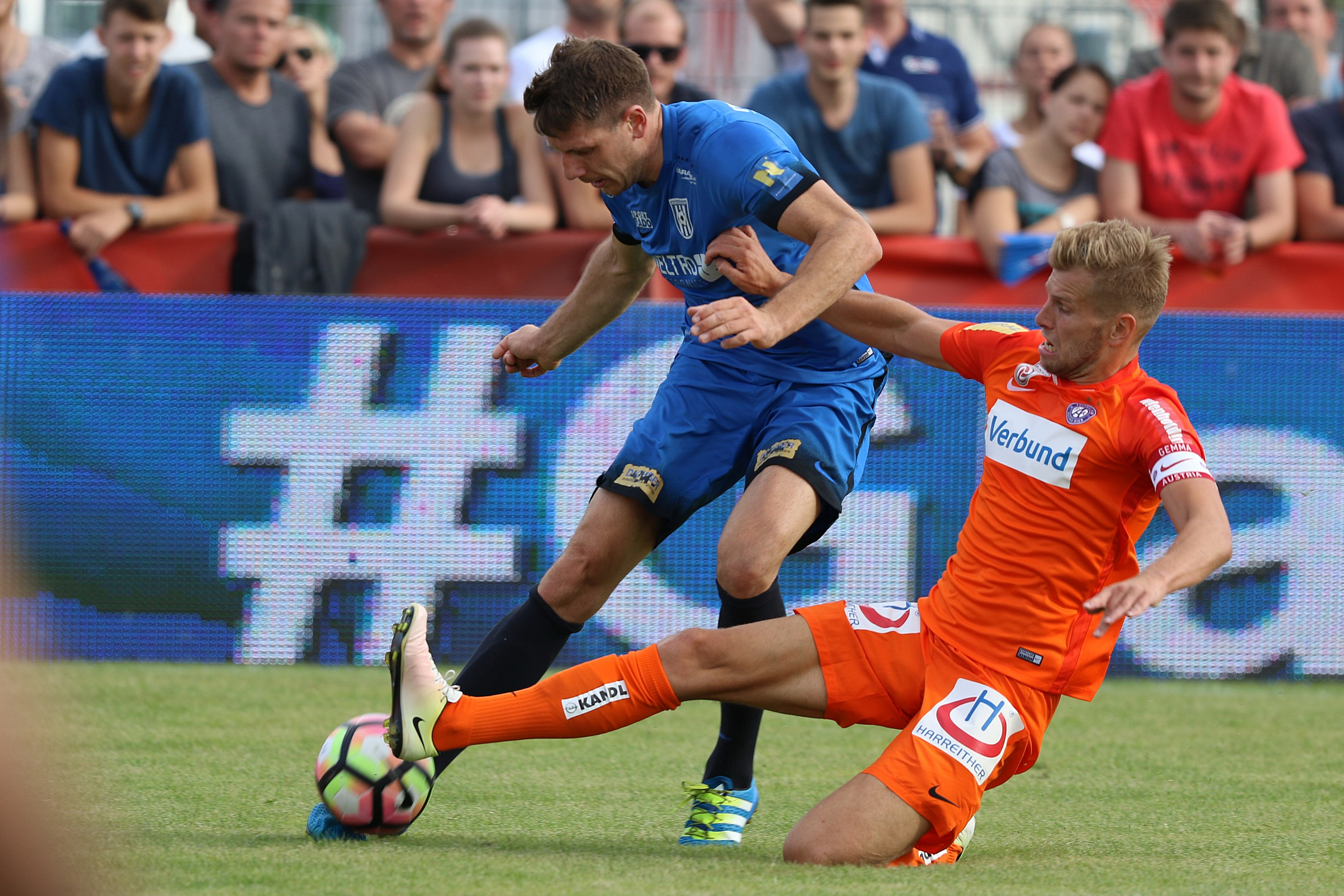
Ebreichsdorf vs. Austria Wien, 14. Juli 2017

Die Platzverhältnisse auf der alten Anlage der Stadt ließen keinen geordneten Spiel- und vor allem Trainingsbetrieb vor allem für die Nachwuchsmannschaften mehr zu. Im Jahr 2010 wurde daher von der Stadtgemeinde Ebreichsdorf der lange gehegte Wunsch nach einer neuen Sportanlage in Angriff genommen. Im Ortsteil Weigelsdorf wurde neben der B60 und unweit der Haltestelle Weigelsdorf der Pottendorfer Linie ein ausreichend großes Grundstück gefunden, das allen Ansprüchen entsprach. Unter Bürgermeister Wolfgang Kocevar wurde eine neue Sportstätte geplant. Als der Gemeinderat im Februar 2012 die Errichtung absegnete und Zusagen zur finanziellen Unterstützung des Landes Niederösterreich und des Niederösterreichischen Fußballverbandes vorlagen, stand dem Spatenstich am 21. Mai 2012, unter reger Anteilnahme der Bevölkerung, nichts mehr im Wege.
Bereits am 14. August 2013 konnte die neue Anlage mit einem Gastspiel des mehrmaligen österreichischen Meisters FK Austria Wien eröffnet werden. Dass dieses mit 0:5 verloren ging, tat der Begeisterung um die neue Anlage keinen Abbruch. Neben dem Hauptspielfeld mit meisterschaftstauglicher Flutlichtanlage befindet sich ein ebenso großer Trainingsplatz mit Beleuchtung. Die Kabinen und die Kantine samt Veranstaltungsraum sind unter der gedeckten Tribüne untergebracht. Die Überdachung ist mit einer Solaranlage ausgestattet. Im Vorfeld der Anlage wurde ein asphaltierter Parkplatz für 120 PKWs sowie ein Erlebnisspielplatz errichtet. Weiters ist die Anlage mit zwei Beachvolleyballplätzen, einem Skaterplatz und einem Mehrzweckplatz ausgestattet. Die Kosten für das neue Sportzentrum betrugen 2,8 Millionen Euro. Damit wurden die geschätzten Baukosten von 2,5 Millionen Euro um 12 Prozent überschritten.
Bei der Auswahl des Grundstücks und der Planung wurde bereits auf allfällige Erweiterungen der Anlage Rücksicht genommen. Sollten die sportlichen Erfolge des Vereins anhalten, wird eine Erweiterung des Zuschauerraumes dringend erforderlich. Auch die Parkplatzsituation ist selbst unter Einbeziehung der benachbarten Park&Ride-Anlage unbefriedigend. Nachdem bereits beim Cupspiel gegen den SC Wiener Neustadt 1200 Besucher gezählt worden waren, konnten beim Cupspiel gegen den SK Sturm Graz am 27. Oktober 2015 auf der mit 1000 Zuschauern bemessenen Anlage mehr als 2500 Besucher gezählt werden, wofür extra drei Tribünen aufgestellt wurden. Im Meisterschaftsbetrieb beträgt der Durchschnitt 700 Zuschauer. Um auch für zweite Mannschaft, die ebenfalls an der regulären Meisterschaft teilnimmt, und die neun Nachwuchsteams einen geordneten Trainings- und Spielbetrieb zu ermöglichen, denkt Ebreichsdorfs Bürgermeister Wolfgang Kocevar bereits daran, den benachbarten Acker zur Erweiterung des Sportzentrums zu erwerben.

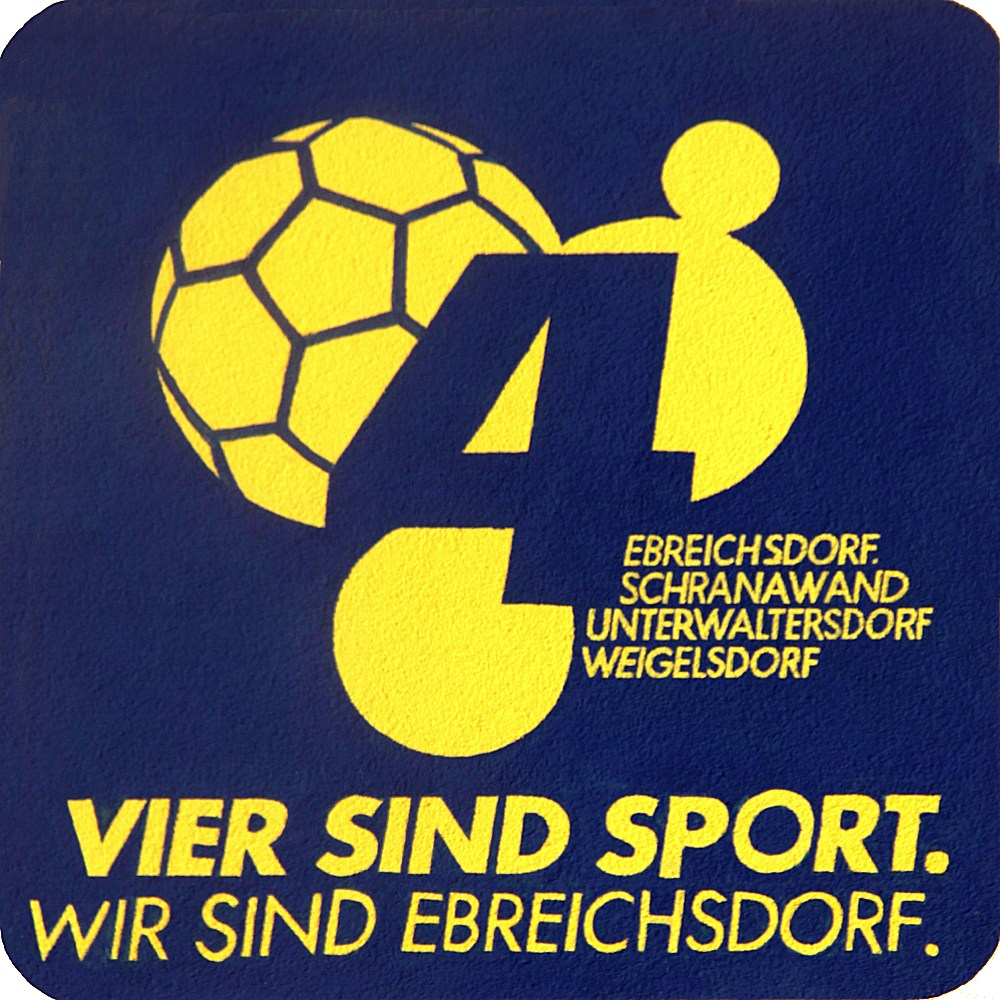
Logo des Sportzentrums
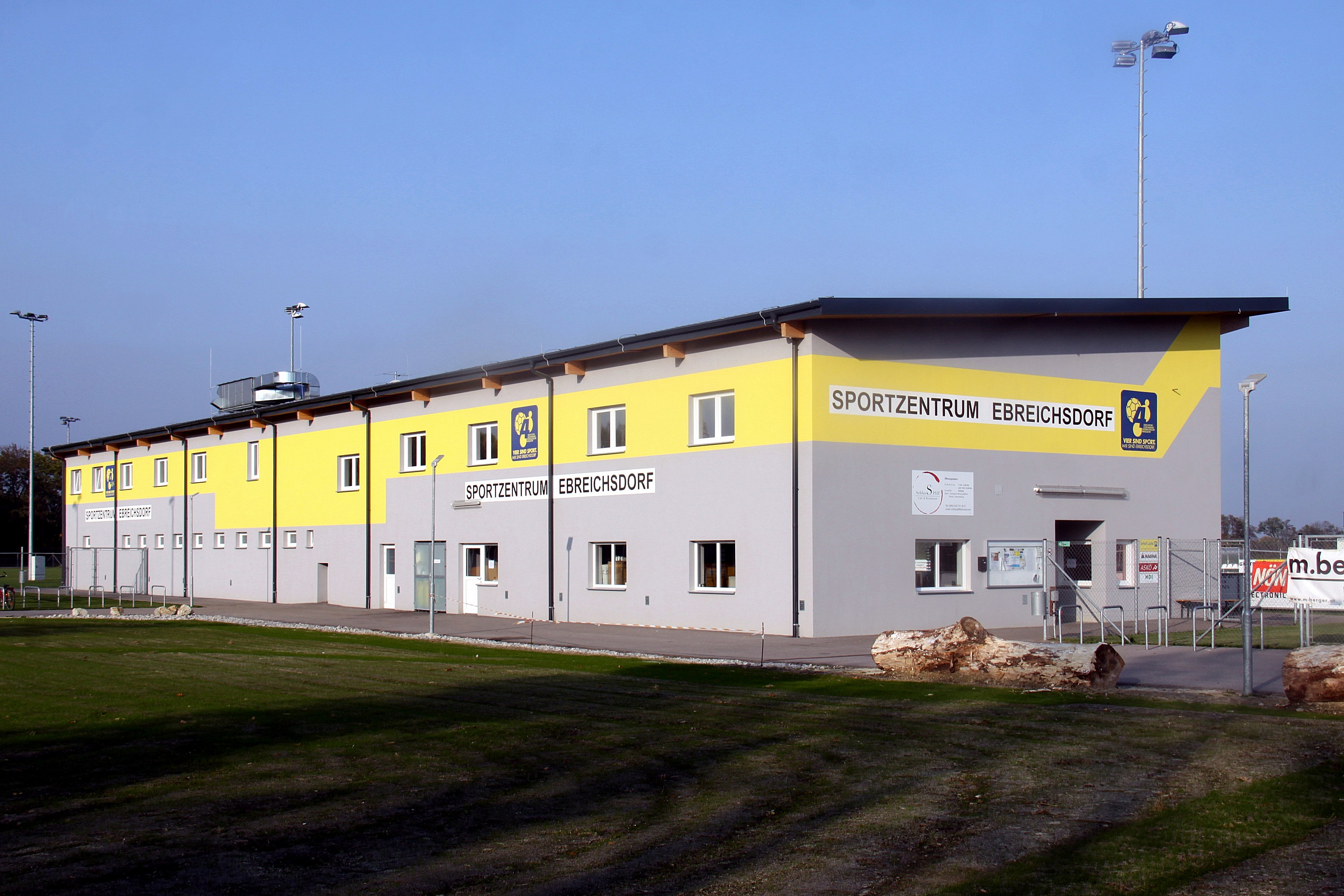
Das neue Sportzentrum
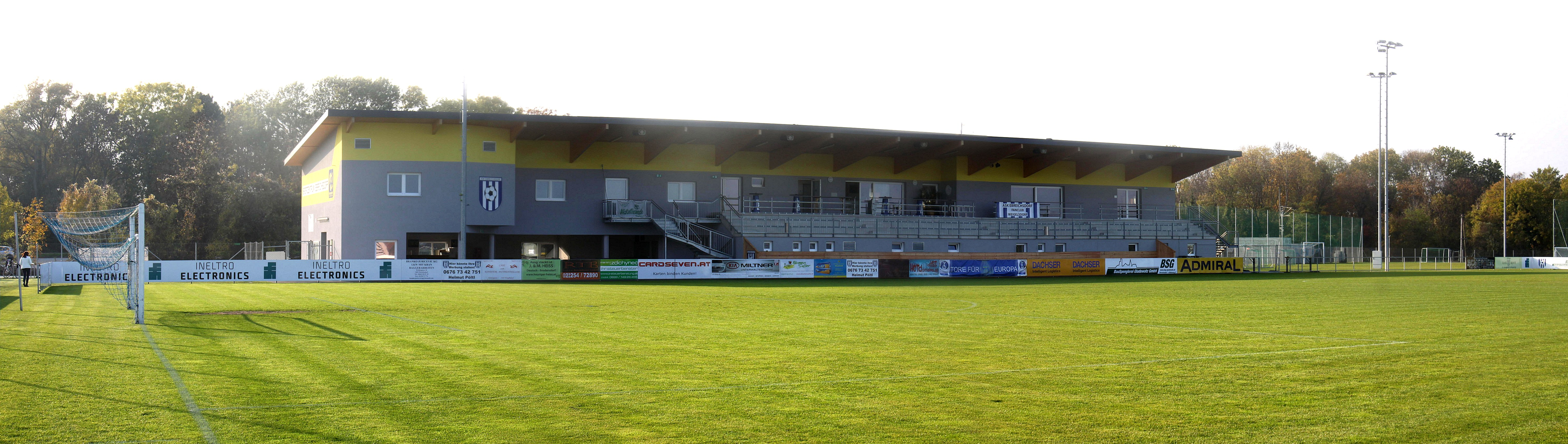
Stadion des Sportzentrums
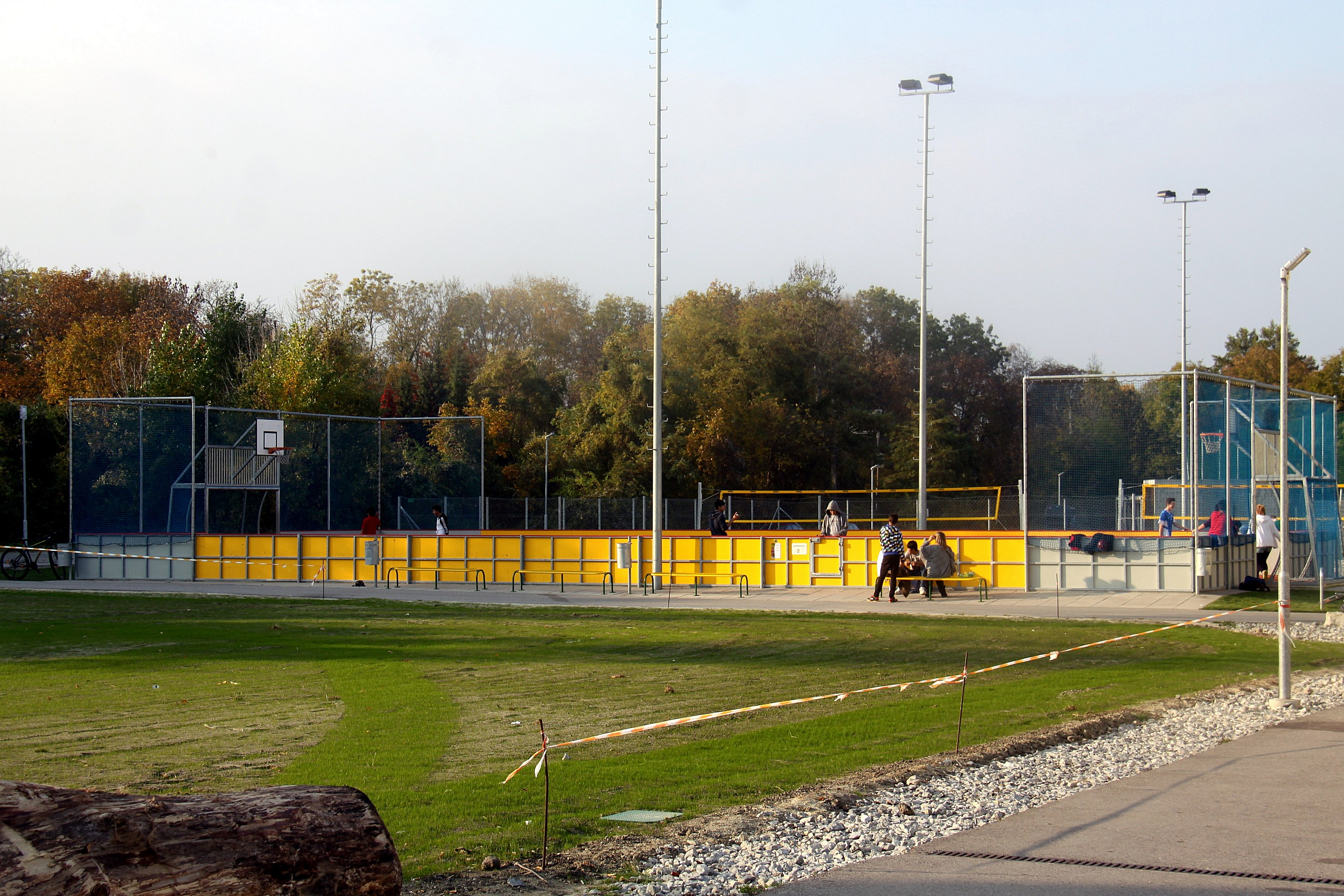
Allzweck- und Allwetterplatz
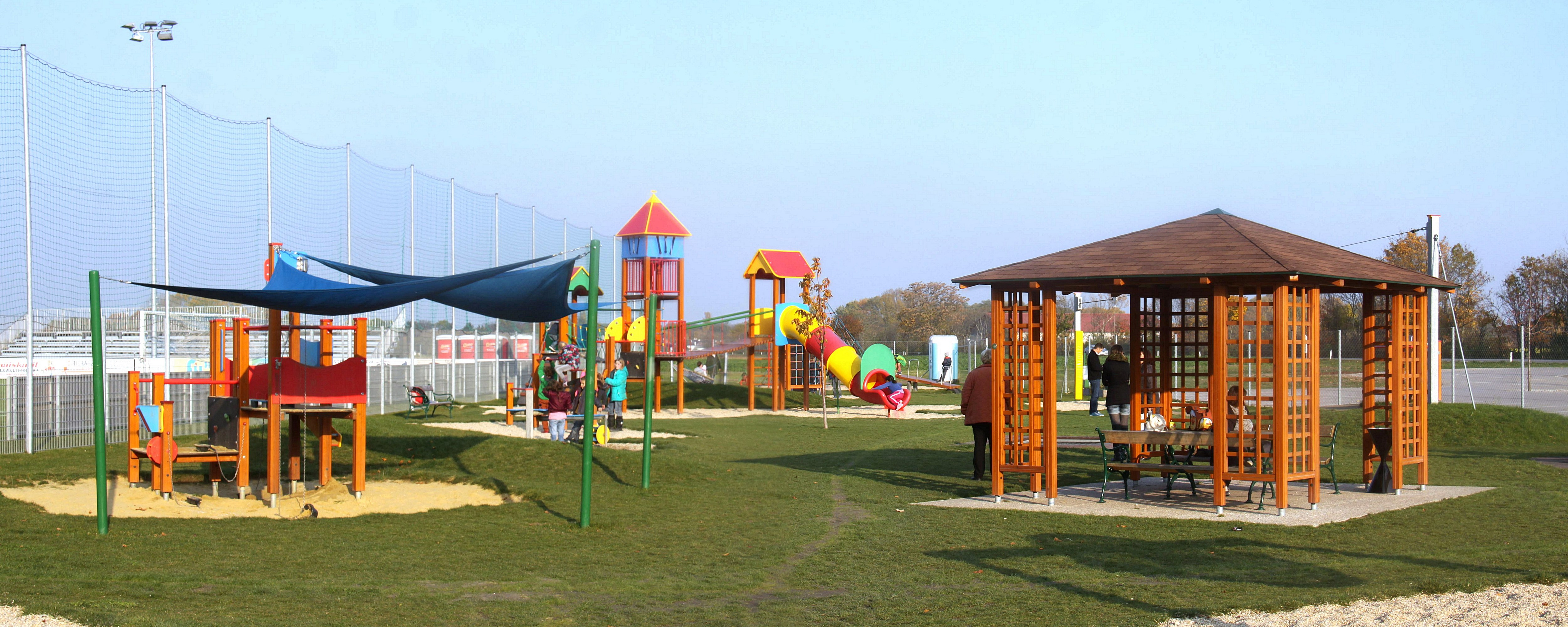
Angeschlossener Erlebnisspielplatz
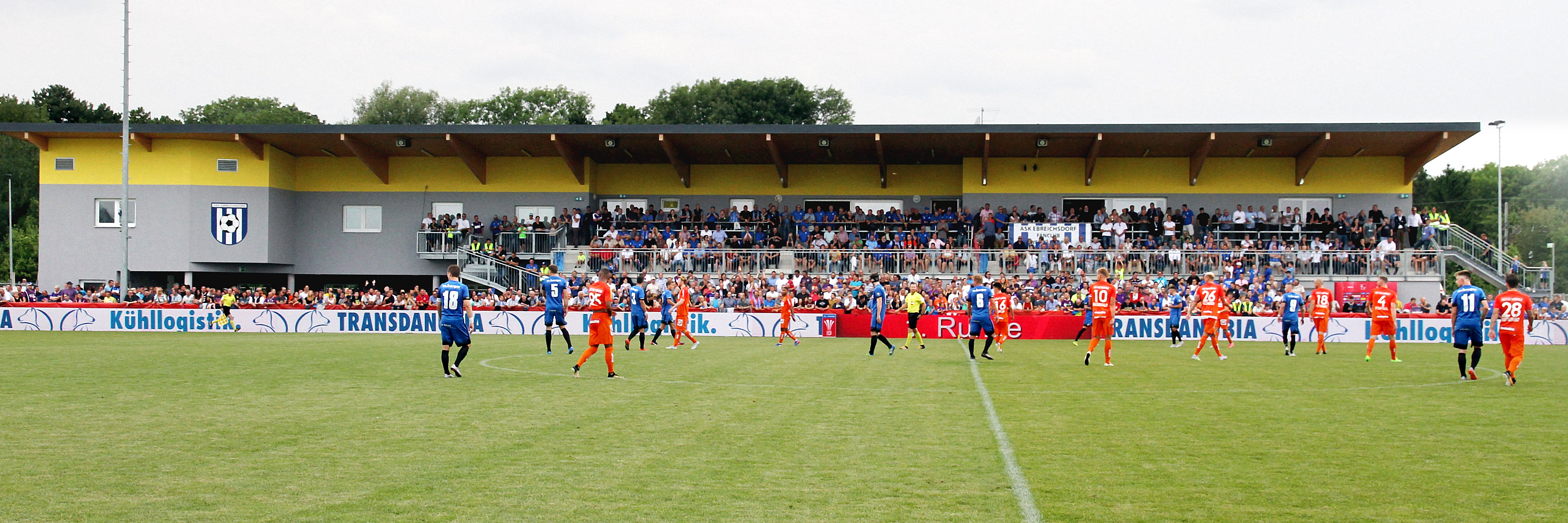
Ebreichsdorf vs. Austria Wien